# Les Touches-de-Périgny
Les Touches-de-Périgny település Franciaországban, Charente-Maritime megyében. Lakosainak száma 544 fő (2022. január 1.). Les Touches-de-Périgny Bagnizeau, Cressé, Gibourne, Le Gicq, Gourvillette, Haimps és Matha községekkel határos.

## Népesség
A település népességének változása:
| Lakosok száma | 643  | 523  | 474  | 535  | 566  | 575  | 568  | 550  | 548  | 544  |
|               | 1968 | 1982 | 1990 | 2006 | 2013 | 2015 | 2017 | 2019 | 2020 | 2022 |